# Kociołki (Mazovie)
Pour les articles homonymes, voir Kociołki.
Kociołki (prononciation : [kɔˈt͡ɕɔu̯ki]) est un village polonais de la gmina de Kozienice dans le powiat de Kozienice de la voïvodie de Mazovie dans le centre-est de la Pologne.
Il se situe à environ 3 kilomètres au sud-est de Kozienice (siège du powiat) et à 83 kilomètres au sud-est de Varsovie (capitale de la Pologne).
Le village possède approximativement une population de 570 habitants en 2006.

## Histoire
De 1975 à 1998, le village appartenait administrativement à la voïvodie de Radom.